# Canton de Châteauroux-Sud
Le canton de Châteauroux-Sud est une ancienne division administrative française, située dans le département de l'Indre, en région Centre-Val de Loire.
À la suite du redécoupage cantonal de 2014, le canton a été supprimé en mars 2015, la commune de Châteauroux (fraction cantonale) dépend des cantons de Châteauroux-2 et Châteauroux-3.

## Géographie
Ce canton était organisé dans la commune de Châteauroux, dans l'arrondissement éponyme. Il se situait dans le centre du département.
Son altitude variait de 154 m à 164 m.

## Histoire
Le 15 février 1790 a été créé le « canton de Châteauroux ». En 1801,, une modification est intervenue. Ce n'est qu'en 1973 que les cantons de « Châteauroux-Centre », « Châteauroux-Est », « Châteauroux-Ouest » et « Châteauroux-Sud » ont été créés.
Il a été supprimé en mars 2015, à la suite du redécoupage cantonal de 2014.

## Administration
| Période        | Période   | Identité                  | Étiquette | Qualité |
| -------------- | --------- | ------------------------- | --------- | --- |
| septembre 1973 | mars 1994 | Jacques Massonneau        | PS        | Dirigeant de la Fédération des Œuvres laïques à Châteauroux                                                        |
| mars 1994      | 1997      | Jean-Yves Gateaud         | PS        | Député de l'Indre (1988-1993 et 1997-2002) Maire de Châteauroux (1989-2001) Professeur agrégé de géographie (IUFM) |
| 1997           | mars 2015 | Thérèse Delrieu (Farout), | PS        | Retraitée de la fonction publique                                                                                  |

### Résultats électoraux
- Élections cantonales de 2001 : M.Therese Delrieu (PS) est élue au 2e tour avec 59,19 % des suffrages exprimés, devant Georges Rambert (PRG) (40,81 %). Le taux de participation est de 58,52 % (4 410 votants sur 7 536 inscrits)[3].
- Élections cantonales de 2008 : Thérèse Delrieu (PS) est élue au 2e tour avec 57,23 % des suffrages exprimés, devant Monique Rougirel (Divers droite) (42,77 %). Le taux de participation est de 39,72 % (2 822 votants sur 7 105 inscrits)[4].

## Composition
Le canton de Châteauroux-Sud était une fraction cantonale de la commune de Châteauroux.

## Démographie

### Évolution démographique
| 1990   | 1999   | 2006   | 2012   |
| ------ | ------ | ------ | ------ |
| 14 855 | 13 879 | 12 805 | 11 535 |